# Balthasar Wigand
Balthasar Johann Baptist Wigand (30. November 1770 in Wien – 7. August 1846 in Felixdorf) war ein österreichischer Maler und Aquarellist, der vor allem durch detailgetreue Miniaturansichten Bekanntheit erlangte. Er zählt zu den wichtigsten Chronisten des napoleonischen Wien, der Befreiungskriege und der Zeit des Wiener Kongresses.

## Leben und Wirken
Er war der Sohn des Haarbeutelmachers und späteren Kaffeesieders Martin Wigand und der Maria Anna geb. Quelmalz. Als Geburtsjahr wird auch 1771 genannt. Nach dem Studium an der Akademie der Bildenden Künste widmete er sich dem Genre der Miniaturmalerei, in welchem er im Laufe der Jahre Perfektion erlangte. Insbesondere seine staffierten Stadtveduten und seine Landschaftsansichten wurden rasch populär, aber er dokumentierte auch politische Ereignissen der napoleonischen Zeit, beispielsweise Festzüge, Militärfeste, Paraden oder Schlittenfahrten während des Wiener Kongresses. Das Dorotheum konstatiert, er konnte sich stets einer regen Auftragslage erfreuen, denn seine Aquarelle und Gouachen genossen – dank der äußerst präzisen Malweise – „großes gesellschaftliches Ansehen“. Seine Veduten sind meist von hoher topografischer Genauigkeit und zählen zu wichtigen Dokumenten der architektonischen Entwicklung Wiens, vor allem der Hofburg, des Glacis, des Karlsplatzes und der Parkanlagen. Zu seinen Motiven zählten auch neueste Bauten wie die Kettenbrücke und das Burgtor, auch die umliegende Sehenswürdigkeiten beispielsweise in Baden bei Wien, Kalksburg, Laxenburg und Maria Enzersdorf. „Wigand hat sich [auch] Freiheiten genommen, mal eine Kirche höher gemacht, damit sie besser aus dem Stadtbild rauskommt,“ so Kurator Rolf H. Johannsen. Einige seiner Blickpunkte – etwa der Blick auf Wien von der Spinnerin am Kreuz, einem Bildstock in Favoriten – sollten im Verlauf des 19. Jahrhunderts eine große Konjunktur erleben, so das OeBL. Den Vordergrund seiner Ansichten belebte er oftmals mit Staffagefiguren, mit Spaziergängern, Soldaten, Handwerksleuten und Kindern. Nur wenige Arbeiten rücken die Figuren als zentrale Handlungsträger in den Vordergrund. Es besteht auch eine Reihe von Schlachtdarstellungen aus den napoleonischen Kriegen (Krieg in Russland, 1812; Schlacht bei Waterloo, 1815).

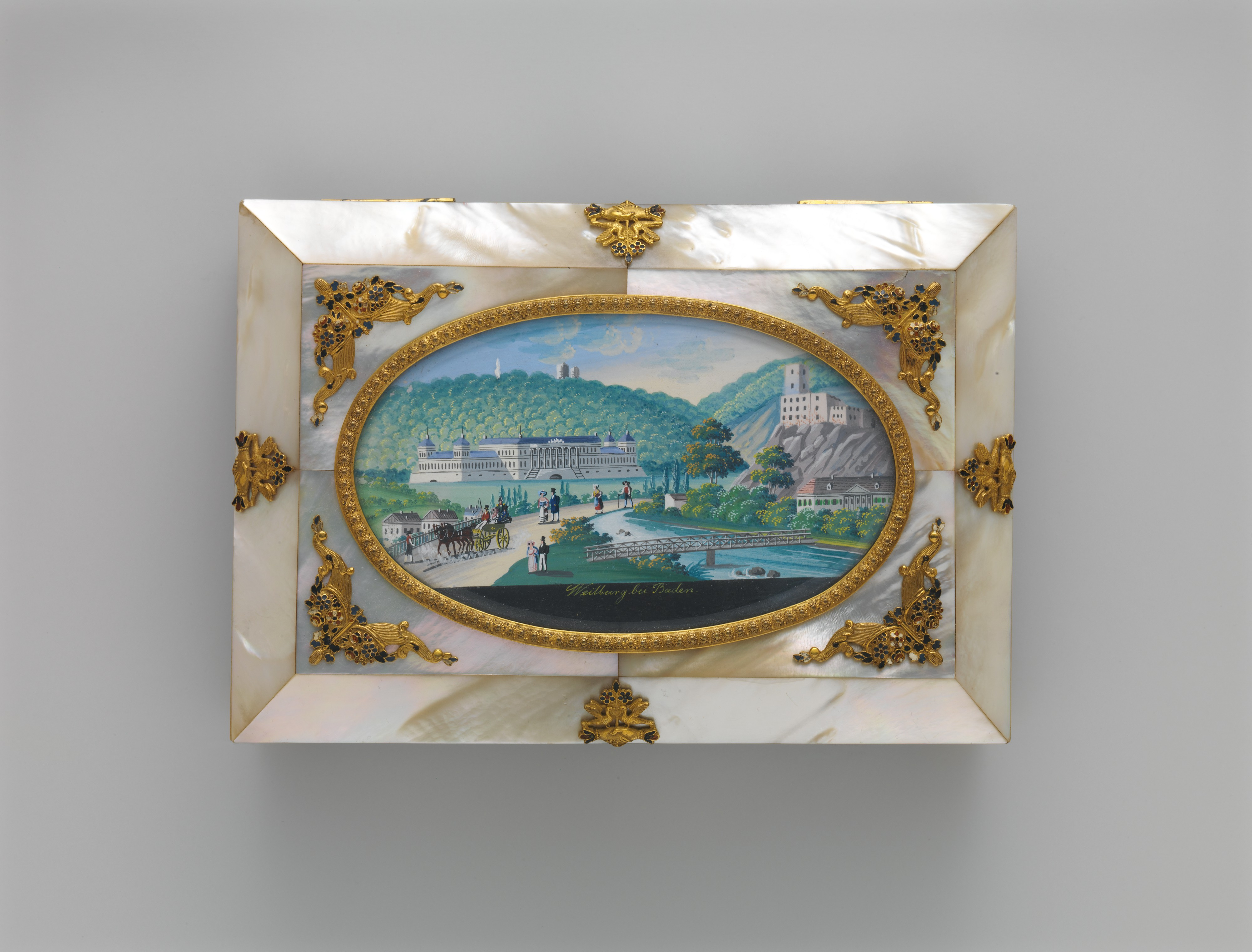
Nähkästchen mit Ansicht von Schloss Weilburg nahe Baden bei Wien

 Die wachsende Nachfrage ermöglichte dem Maler den Aufbau einer Werkstatt, in welcher auch Alltagsgegenstände mit seinen Miniaturen verziert wurden, beispielsweise mit Perlmutt furnierte Schmuckkassetten, Näh-, Mal- und Schreib-Schatullen, Wanduhren, Briefbeschwerer, Notizbücher, Ringhalter, Tischparavents, Fächer oder Lampenschirme. Die Werkstatt integrierte die Miniaturen des Künstlers auch in Mobiliar, beispielsweise in Klapptischen und Sekretären, teil dekorativ in querrechteckigen oder spitzovalen Kreis-, Trapez- und Segmentformen montiert. Zu den bekannteren Arbeiten zählt die Innenraumdarstellung der Aufführung von Joseph Haydns Schöpfung im Jahre 1808 in der alten Wiener Universitätsaula auf dem Deckel einer Schreibkassette, erst im Besitz des Komponisten, heute in der Sammlung des WienMuseums. Berühmtheit erlangte auch jene Kassette, die George Sand als Geschenk von Frédéric Chopin erhielt. 
Wigands Œuvre dokumentiert die gesellschaftlichen Umbrüche seiner Epoche. Der Fokus verlagert sich von höfischer Unterhaltung, wie Schlittenfahrten und Militärfesten, hin zu volkstümlichen Darstellungen, zu realistischeren Darstellungen und zum Idyll des Biedermeier.
In der Öffentlichkeit geriet sein Werk nach seinem Tod vorübergehend in Vergessenheit, in Sammlerkreisen hingegen nicht. Seine Werke sind regelmäßig auf Auktionen anzutreffen. Eine Gouache auf Papier, welche die k. k. Kriegskanzlei Am Hof zeigt, wurde am 20. April 2010 um insgesamt 17.380 Euro versteigert. Objekte Wigands befinden sich im Besitz des Wien Museums, welches die Ausstellungen von 1977 und 2003 kuratierte, und im Museum von Finspång. Auf seinen Spuren und auf denen von Rudolf von Alt dokumentierte Stefan Oláh dieselben Ansichten fotografisch.

## Veduten (Auswahl)

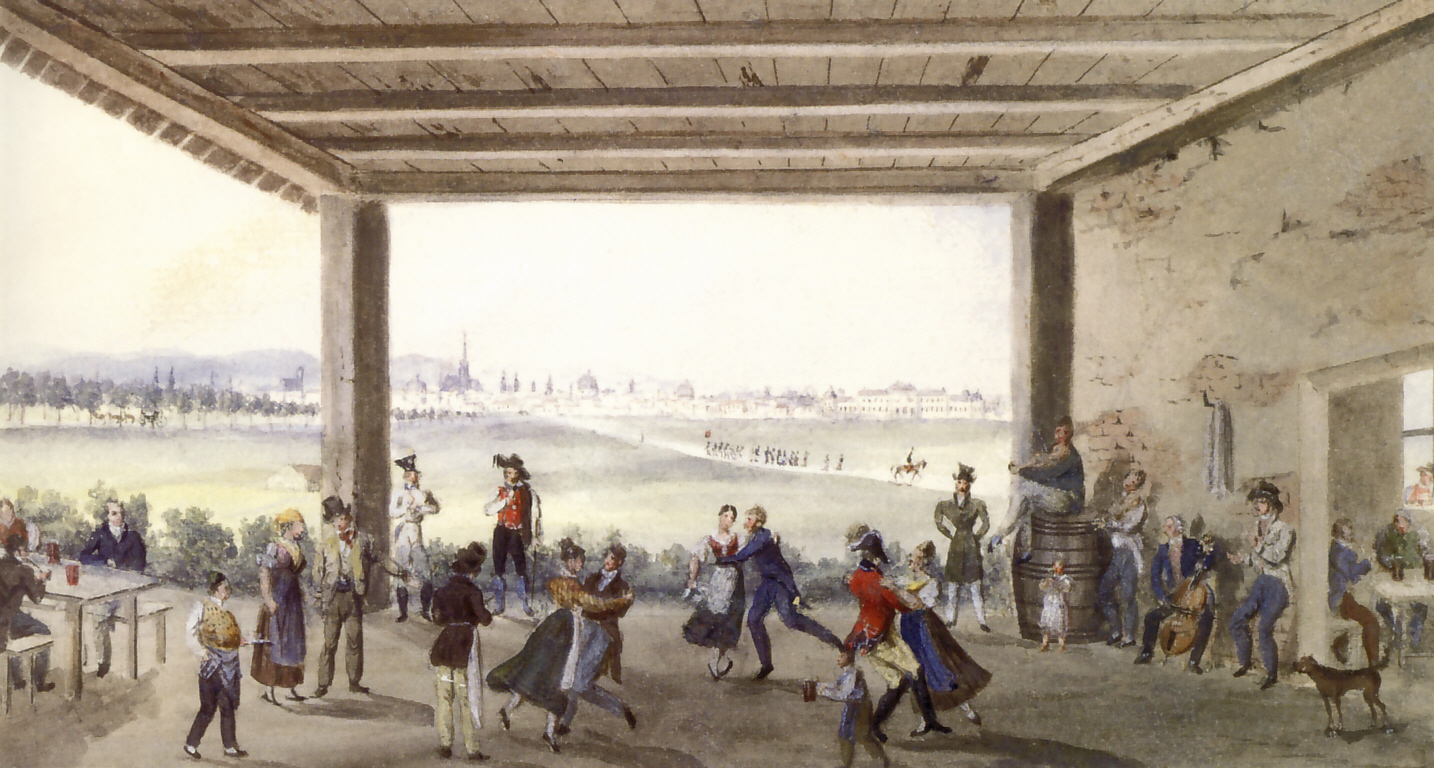
Altes Landgut
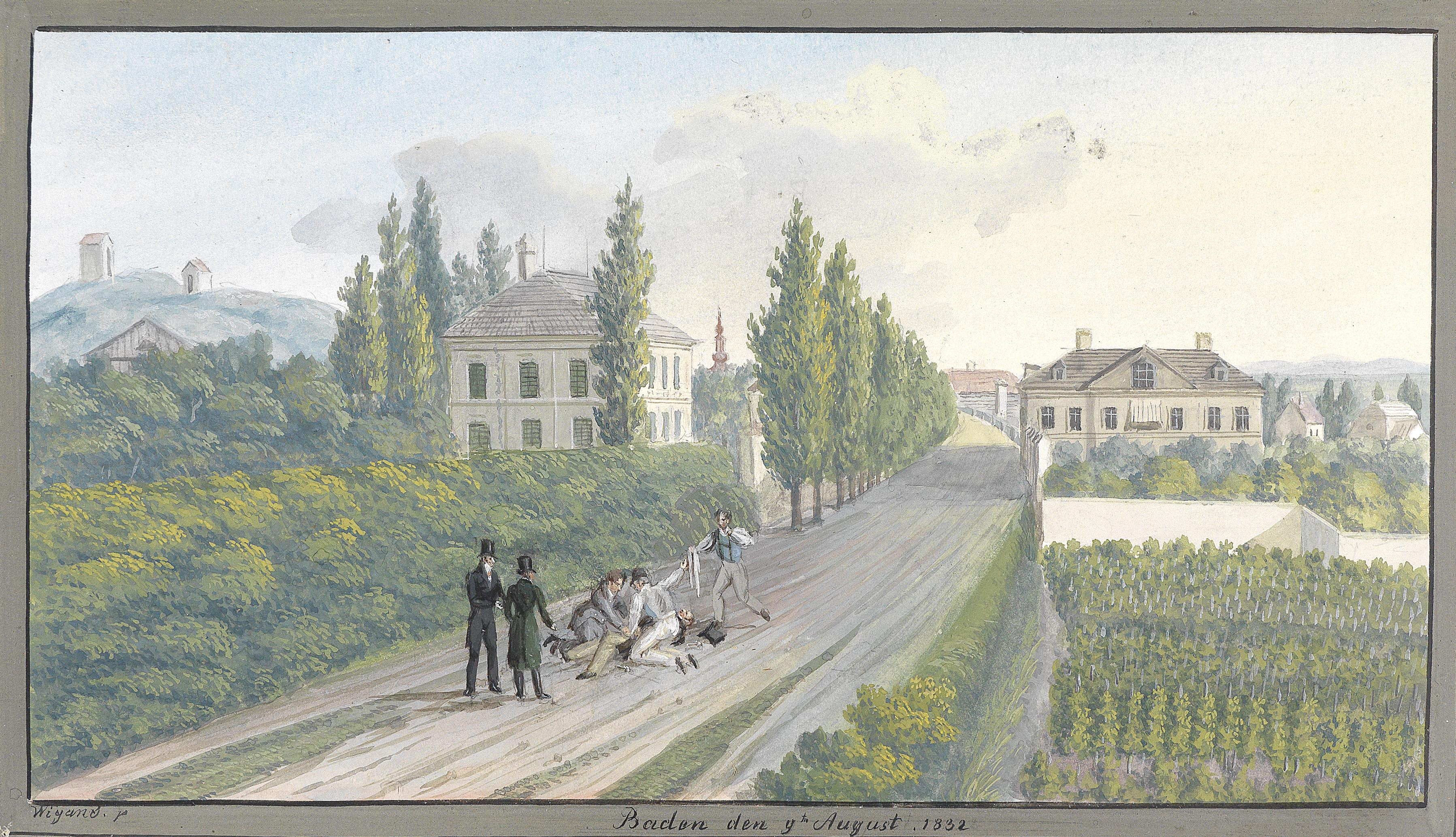
Duell in Baden
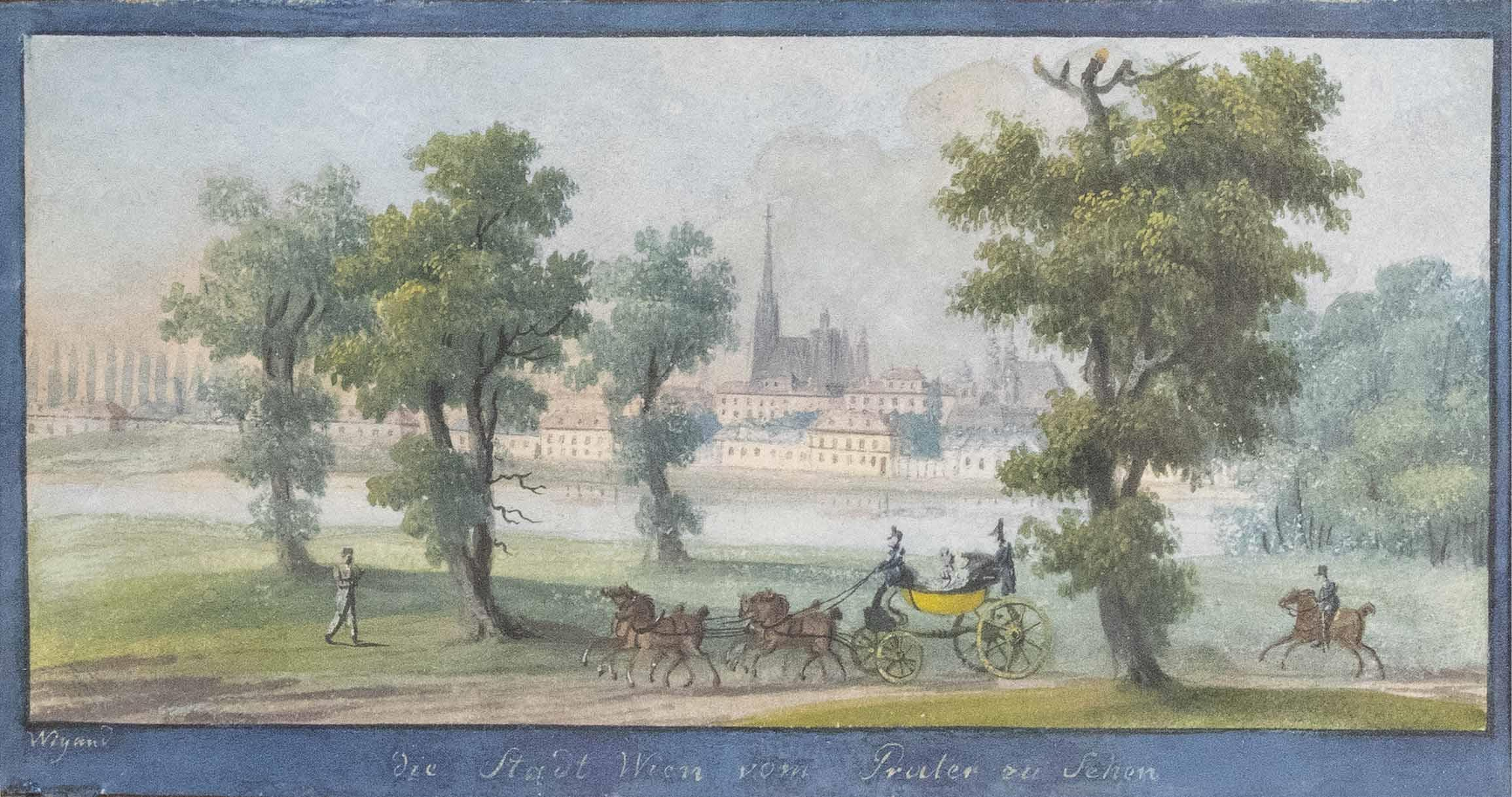
Prater
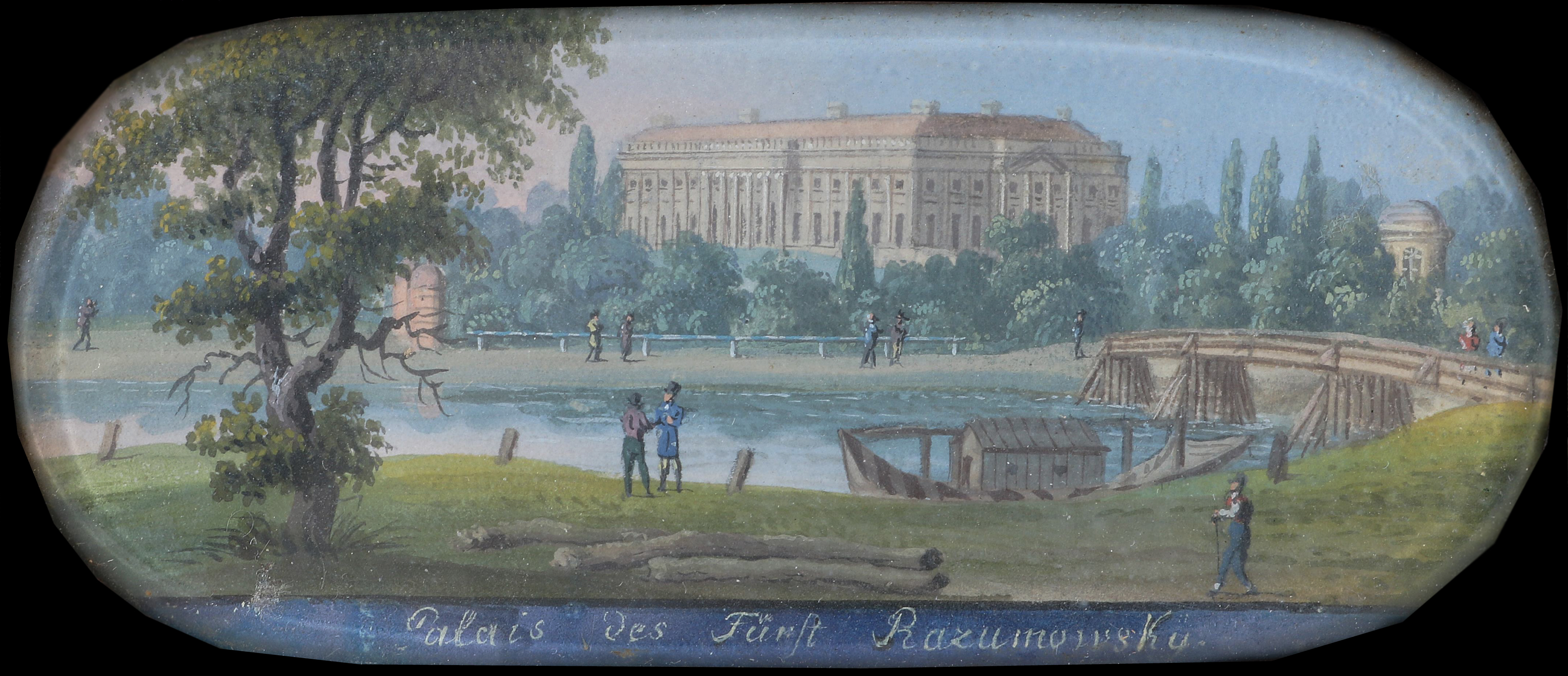
Palais Rasumofsky
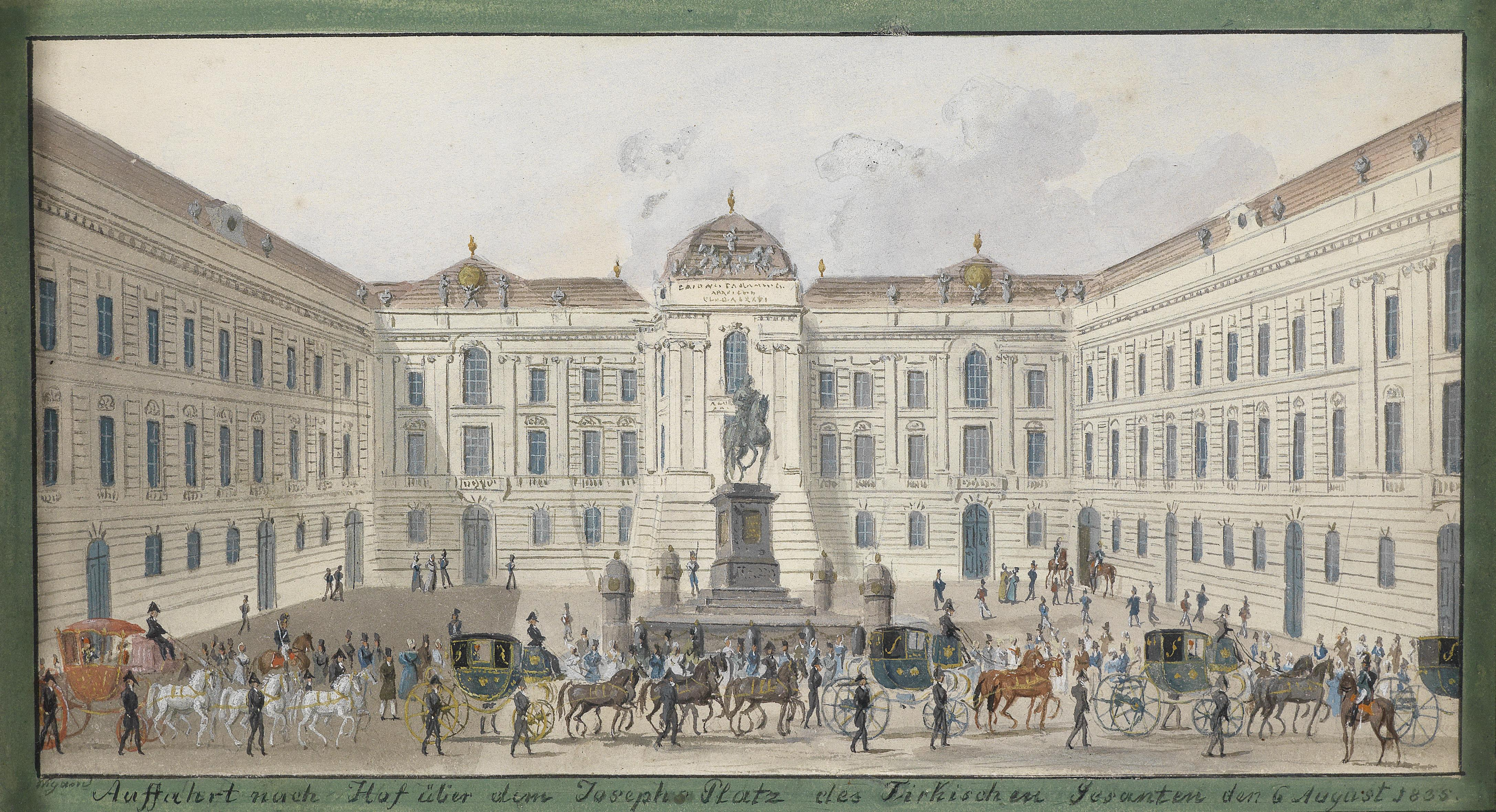
Josephsplatz
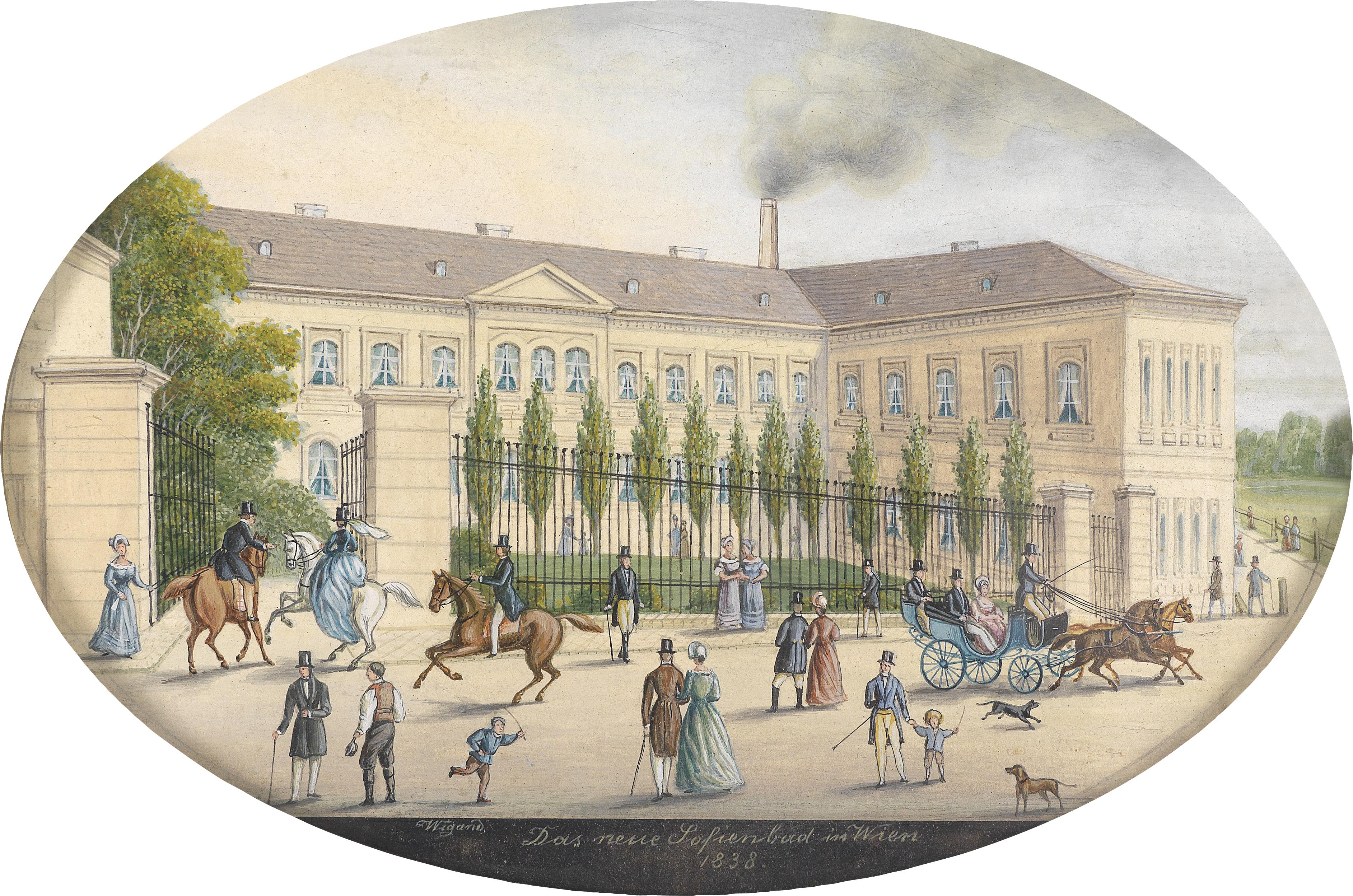
Sofienbad
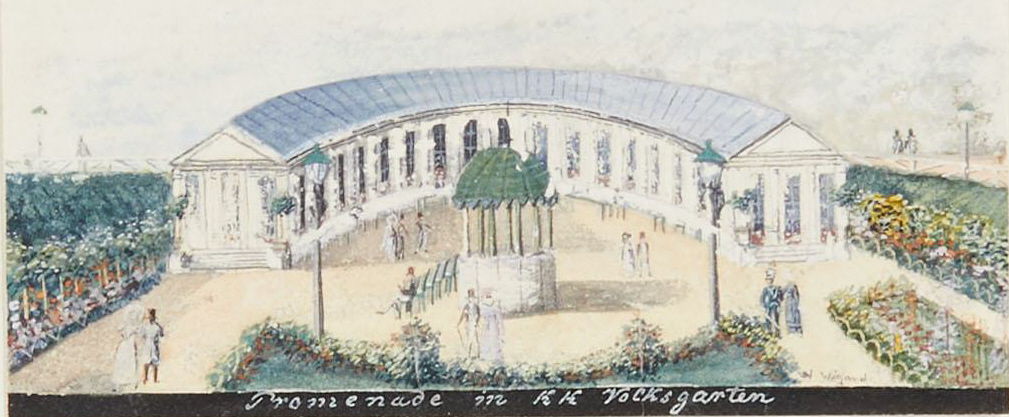
Cortisches Kaffeehaus
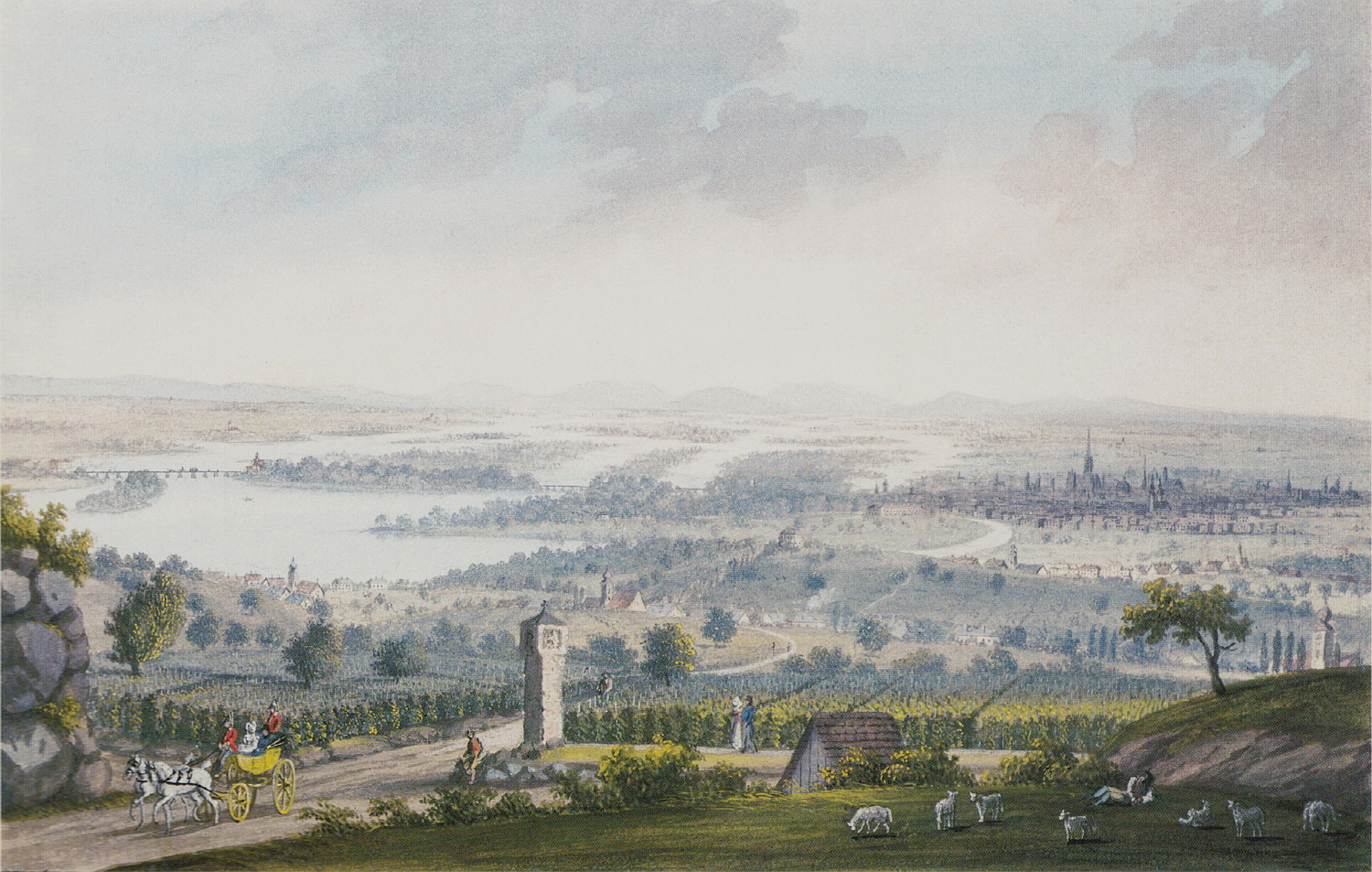
Blick auf Wien
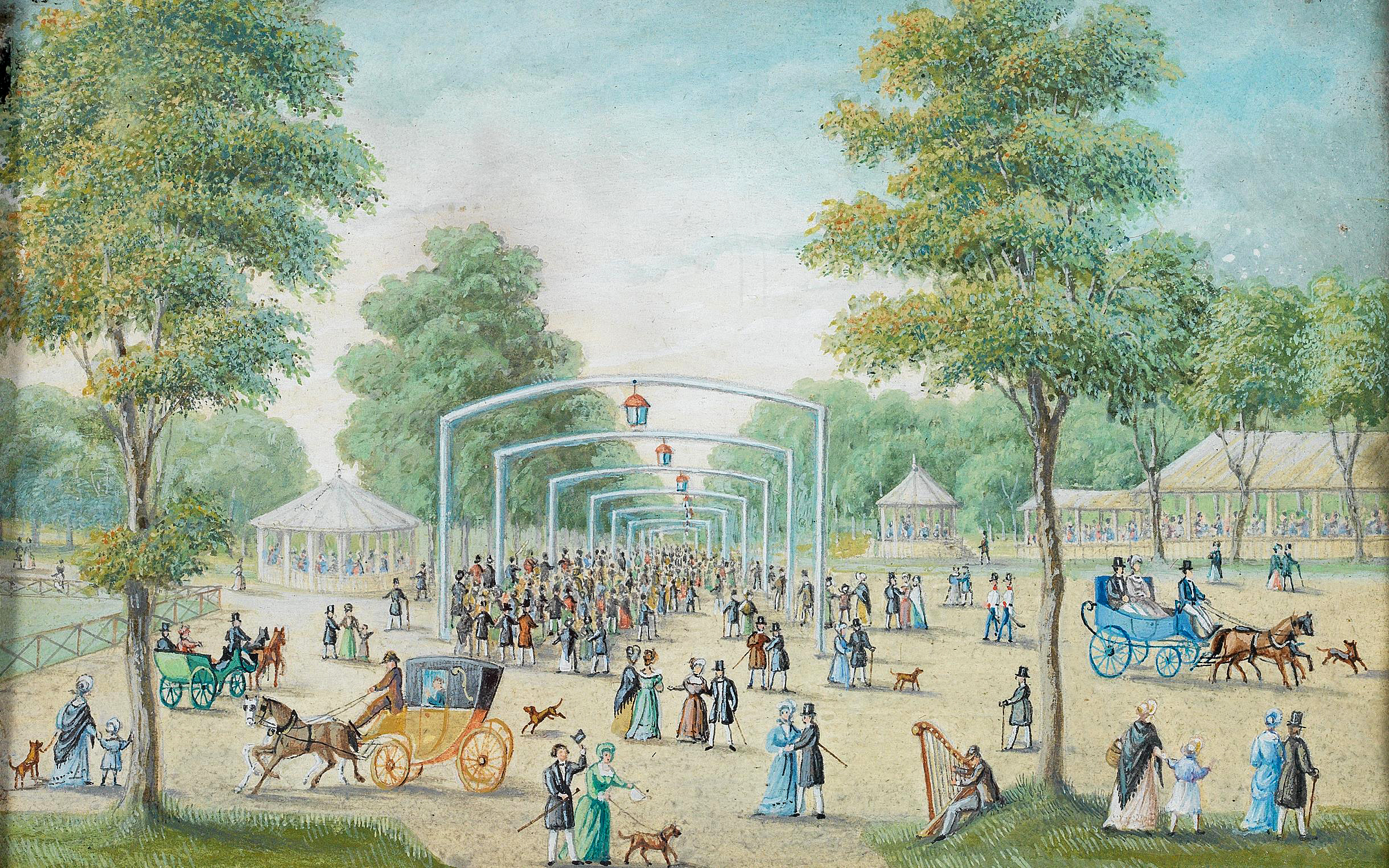
Wasserglacis

## Ausstellungen
- 1896: Wiener-Congress-Ausstellung
- 1905: Wiener Miniaturen-Ausstellung
- 1977: Historisches Museum der Stadt Wien, Gedenkausstellung
- 2003: Hermesvilla, „Stock und Hut“, Balthasar Wigand, Rudolf von Alt und Peter Fendi
- 2004: Palais Harrach (WIKAM), Sonderausstellung der Galerie Szaal
- 2007: Salzburger Residenz, Sonderausstellung der Galerie D & S
- 2025: Heidi Horten Collection, „Wien, Wien, nur Du allein“, Wigand - Alt - Oláh